# يوليوس سي. غيلبرتسون
يوليوس سي. غيلبرتسون هو قاضي وسياسي أمريكي، ولد في 28 يونيو 1875، وتوفي في 24 فبراير 1933. نشط حزبياً في الحزب الجمهوري. وقد انتخب عضو جمعية ولاية ويسكونسن ‏.